# Băiceni, Botoșani
Băiceni este un sat în comuna Curtești din județul Botoșani, Moldova, România.

## Geografie
Satul Baiceni,este parte a comunei Curtești, așezată în partea de sud-vest a municipiului Botoșani, la contactul dintre Dealurile Siretului la vest și Câmpia Jijiei la est, în depresiunea Dorohoi – Botoșani. Relieful are un aspect colinar, atitudinea fiind sub 200 m. Spre nord și nord – vestul comunei sunt dl. Ghirului, Moglița, Balta Broaștei, Cimitirului, Crivăț, iar spre sud se continuă cu dealurile Hliboca, Băiceni, Bobeucă, Buroncăriei, Viei.
Fragmentarea reliefului este făcută de pâraiele care debușează în pârâul Dresleuca ce traversează comuna prin partea de nord-est : Valea Agaftonului, Băicenilor, Humăriei, Hârtopului, Țurcanilor.

## Personalități
- Nicolae Leon a fost un biolog român